# 사심충만 오! 쾌남
《사심충만 오!쾌남》은 2017년 4월 1일부터 2017년 7월 9일까지 채널A에서 방영되었던 역사 버라이어티 프로그램이다.
역사 인기 강사인 이다지가 선생님으로 출연하며, 매회 걸그룹 멤버들이 쾌걸로 출연했으나, 10화부터 선생님, 게스트가 변화되었다. 2017년 7월 9일 15회 방송을 끝으로 막을 내렸다.

## 출연자
- 김성주
- 안정환
- 한상진
- 조세호
- 셔누 (부분 출연)
- 이다지 (1회 ~ 9회 역사 선생님)
- 전수현 (10회 ~ 15회 역사 선생님)

## 방송 시간
| 방송 기간                        | 방송 시간          |
| -------------------------------- | ------------------ |
| 2017년 4월 1일 ~2017년 5월 20일  | 토요일 밤 11시     |
| 2017년 5월 28일 ~ 2017년 7월 9일 | 일요일 밤 8시 10분 |

## 방송 에피소드
| 회차 | 방송일   | 주제               | 장소                                     | 게스트                                 |
| ---- | -------- | ------------------ | ---------------------------------------- | -------------------------------------- |
| 1회  | 4월 1일  | 병인양요, 신미양요 | 강화도                                   | EXID 하니, 혜린                        |
| 2회  | 4월 8일  | 연산군             | 교동도                                   | I.O.I 김소혜, 소미                     |
| 3회  | 4월 15일 | 영조, 사도세자     | 창경궁                                   | 다이아 정채연, 은채                    |
| 4회  | 4월 22일 | 정조               | 용양봉저정, 수원화성                     | 헬로비너스 나라, 여름                  |
| 5회  | 4월 29일 | 선덕여왕           | 경주(분황사, 첨성대, 최 부자댁)          | 에이핑크 박초롱, 윤보미                |
| 6회  | 5월 6일  | 삼국통일           | 경주(서악서원, 김유신장군묘, 문무대왕릉) | 에이핑크 박초롱, 윤보미                |
| 7회  | 5월 13일 | 흥선대원군         | 망원정, 운현궁                           | 시크릿 전효성, 송지은, 정하나          |
| 8회  | 5월 20일 | 고종               | 배재학당, 덕수궁                         | 애프터스쿨 리지, 가은                  |
| 9회  | 5월 28일 | 권율               | 행주산성                                 | 구구단 김세정, 미나                    |
| 10회 | 6월 4일  | 6.25 전쟁          | 전쟁기념관                               | 노사연                                 |
| 11회 | 6월 11일 | 세종대왕           | 세종대왕릉                               | 김동현, 공승연, 박휘순, 우지원         |
| 12회 | 6월 18일 | 도자기             | 여주                                     | 김동현, 공승연, 박휘순, 우지원, 이초희 |
| 13회 | 6월 25일 | 선사 시대          | 연천 전곡리 선사유적지                   | 남창희, 유병재                         |
| 14회 | 7월 2일  | 일제강점기         | 군산                                     | 김지민, 허경환                         |
| 15회 | 7월 9일  | 경기전             | 전주                                     | 고우리, 조현영                         |